# Хенри Ървинг
Хенри Ървинг (на английски: Henry Irving) е английски драматичен артист, режисьор и театрален теоретик. 

## Биография
Роден е на 6 февруари 1838 в селото Кейнтън Мандевил, Южен Съмърсет, Англия. Ръководи театър „Лисеъм“ в Лондон. Репутацията му като талантлив артист на големи драматични роли в произведения на Шекспир започва през 1874. През 1883-1884 той със своя трупа прави пътуване до САЩ, където е посрещнат с голям ентусиазъм.
Умира на 13 октомври 1905 година в Брадфорд.

## Роли
- Хамлет в „Хамлет“ - Шекспир;
- Макбет в „Макбет“ - Шекспир;
- Отело в „Отело“ - Шекспир;
- Ричард III в „Ричард III (пиеса)“ - Шекспир и др.